# Albert Pakeyev
Albert Pakeyev,  né le 4 juillet 1968 à Oussolie-Sibirskoïe (Union soviétique), est un boxeur russe.

## Carrière
Aux Jeux olympiques d'été de 1996, il combat dans la catégorie des poids mouches et remporte la médaille de bronze.

## Référence
1. ↑  (en) Résultats des Jeux olympiques 1996 (amateur-boxing.strefa.pl)